# James Boyd
James Felton "Jim" Boyd, född 30 november 1930 i Rocky Mount i North Carolina, död 25 januari 1997 i Baltimore i Maryland, var en amerikansk boxare.
Boyd blev olympisk mästare i lätt tungvikt i boxning vid sommarspelen 1956 i Melbourne.